# KaDee Strickland
Katherine Dee „KaDee” Strickland (ur. 14 grudnia 1975 w Patterson w stanie Georgia) – amerykańska aktorka. Karierę zaczęła na studiach od małych ról w filmach, produkcjach telewizyjnych i w teatrze. Stała się znana między 2003 a 2005 rokiem, kiedy wystąpiła w kilku wysokobudżetowych hollywoodzkich produkcjach, jak Anakondy: Polowanie na krwawą orchideę i The Grudge – Klątwa. Od 2007 roku występuje w serialu Prywatna praktyka jako dr Charlotte King.

## Filmografia
- 1999: Przerwana lekcja muzyki jako Bonnie Gilcrest
- 1999: Szósty zmysł jako Gość #5
- 2003: Życie i cała reszta jako Brooke
- 2003: Lepiej późno niż później jako Kristen
- 2004: Anakondy: Polowanie na krwawą orchideę jako Sam Rogers
- 2004: Żony ze Stepford jako Tara
- 2004: The Grudge – Klątwa jako Susan Williams
- 2005: Miłosna zagrywka jako Robin
- 2007: Prywatna praktyka jako Charlotte
- 2007: Amerykański gangster jako Sheilah
- 2007: Drapieżnik jako Viola Frye